# Clemens Scheitz
Clemens Scheitz est un acteur connu pour avoir joué dans plusieurs films allemands de Werner Herzog.

## Filmographie
- 1974 : L'Énigme de Kaspar Hauser de Werner Herzog : le scribe
- 1976 : Cœur de verre de Werner Herzog : Adalbert
- 1977 : La Ballade de Bruno de Werner Herzog : Scheitz
- 1977 : Die Jugendstreiche des Knaben Karl de Franz Seitz
- 1979 : Nosferatu, fantôme de la nuit de Werner Herzog : l'employé
- 1980 : Polizeiinspektion 1 (TV série), épisode Die Abwerbung